# Brachyphaea castanea
Brachyphaea castanea là một loài nhện trong họ Corinnidae.
Loài này thuộc chi Brachyphaea. Brachyphaea castanea được Eugène Simon miêu tả năm 1896.